# Jiří Svoboda (fotbalista)
Jiří Svoboda (* 22. prosince 1948 Praha) je český fotbalový trenér a bývalý prvoligový záložník. Bydlí v pražských Řepích.

## Hráčská kariéra
V československé lize hrál za Duklu Praha v jednom utkání, aniž by skóroval (15. května 1969). Poté hrál II. ligu za Spartak Hradec Králové, kariéru uzavřel v nižších soutěžích v ZPA Košíře, Uhelných skladech Praha a ČZU Praha.
V Dukle Praha prošel všemi mládežnickými kategoriemi a v roce 1968 byl členem juniorského mužstva, které zvítězilo na mezinárodním turnaji Coppa Carnevale v italském Viareggiu.

### Prvoligová bilance
| Ročník             | Zápasy | Góly | Minuty | Klub           |
| ------------------ | ------ | ---- | ------ | -------------- |
| I. liga 1968/69    | 1      | 0    | 20     | AS Dukla Praha |
| CELKEM I. ČS. LIGA | 1      | 0    | 20     |                |

## Trenérská kariéra
Po skončení hráčské kariéry se stal trenérem. V sezonách 2016/17 (I. A třída Středočeského kraje), 2017/18 a do 6. kola sezony 2018/19 (Přebor Středočeského kraje) působil v TJ Klíčany jako asistent trenéra Jiřího Jeslínka.